# Ruy López Dávalos
Ruy López Dávalos (Úbeda, 1357-Valencia, 6 de enero de 1428) fue un noble, político y militar castellano titulado II conde de Ribadeo, que ocupó los cargos de Condestable de Castilla y adelantado mayor de Murcia.
Tras una fructífera vida en la corte castellana como valido de los reyes Enrique III y Juan II de Castilla, su apoyo al infante Enrique de Aragón y su consiguiente participación en el Golpe de Tordesillas fueron la causa de su caída en 1422, perdiendo su cargo de condestable y siendo desposeído de sus bienes. Falleció en su destierro en Valencia acogido a la tutela de Alfonso V de Aragón.

## Biografía
Perteneciente a la Casa de Dávalos, fue hijo de Diego López Dávalos, fallecido después de 1379, alcaide de Úbeda, y de Catalina de Mendoza, nieto paterno de Sancho Ruiz de Haro o de Baeza y de Mencía Dávalos, y bisnieto de Lope Fernández Dávalos, alcaide de Úbeda a principios del siglo XIV por el rey Fernando IV de Castilla, y cabeza de los Dávalos en ella; hermano de su padre fue también Pedro López Dávalos, alcaide de Quesada.
Nacido en Úbeda en el año 1357, fue educado para la carrera militar dentro de las reglas de la caballería, que asumía ideales tales como el valor, la fe, la justicia, la generosidad, la lealtad y sobre todo la nobleza.
Alcanzó fama y fortuna a lo largo del siglo XIV, siendo nombrado adelantado mayor de Murcia en 1396 y condestable de Castilla desde el año 1400. Fue valido y camarero mayor de Enrique III de Castilla. Dentro de su gran fortuna se incluían los señoríos de Arenas de San Pedro, Colmenar de las Ferrerías de Ávila, La Torre de Esteban Hambrán, Jódar, Castillo de Bayuela y Arcos de la Frontera, entre otros lugares. Asimismo fue II conde de Ribadeo desde el 2 de mayo de 1401, por compra que hizo del título a Pedro Le Vesque de Vilaines, compañero de Bertrand du Guesclin, luego de tomar la decisión de retornar a París. Erigió el castillo de Arenas de San Pedro entre los años 1395 y 1423 y un gran palacio que sería demolido tras caer en desgracia, en cuyo solar se edificaría a comienzos del siglo XVI otro conocido como la Casa de las Torres en Úbeda, comandado por Andrés Dávalos de la Cueva.

## Caída y destierro
En la minoría de edad de Juan II de Castilla, fue partidario fiel de Fernando de Antequera y, posteriormente al nombramiento de este como rey de Aragón bajo el nombre de Fernando I de Aragón, de sus hijos los infantes de Aragón, especialmente de Enrique de Aragón. Su apoyo a este infante fue causa de su caída en 1422, perdiendo su cargo de condestable, que pasó entonces al joven cortesano Álvaro de Luna, mano derecha de Juan II. Apoyó el Golpe de Tordesillas de julio de 1420 por el que Enrique tomaría el control sobre su primo Juan II de Castilla y de toda la corte castellana, siendo acusado de tratos con los moros para entregar el castillo de Jódar y los tesoros que en él guardaba, por lo que la fortaleza fue sitiada por tropas del rey. 
Pero el rey Juan II, tras ser obligado a contraer matrimonio en Ávila muy poco después con María de Aragón, hermana de Enrique, se apoyó en Álvaro de Luna para librarse del control de su primo y del condestable. Hallándose en Talavera de la Reina, huyó con el de Luna una noche de finales de noviembre de 1420, encontrando refugio en el castillo de La Puebla de Montalbán. El cerco infructuoso al castillo por parte de las tropas de don Enrique inició su caída en desgracia y la del condestable. Tuvieron que huir; en el caso del condestable, a buscar refugio al reino de Aragón, junto a la infanta doña Catalina, esposa de Enrique de Aragón. Este, en cambio, fue llevado preso a las mazmorras del castillo de Mora.
En una muy meditada operación, Álvaro de Luna consiguió en 1423 que el rey Juan II de Castilla procesara al condestable Dávalos en falsa acusación por supuestos tratos con los musulmanes para despojarle de sus bienes y honores. De hecho, el de Luna se apropió de su título y patrimonio. No regresó nunca a Castilla, sino que murió desterrado en Valencia, acogido a la tutela del rey Alfonso V de Aragón, el 6 de enero de 1428.

## Matrimonios y descendencia
Contrajo tres matrimonios, de cuya descendencia proceden los linajes nobles de Ávalos en Italia y los Dávalos de Úbeda, Toledo y otros lugares de España. El primer matrimonio lo hizo con María Gutiérrez de Fontecha, de quienes nacieron:
- Pedro López Dávalos y Fontecha, casado con María de Orozco, hija de Lorenzo I Suárez de Figueroa y señora de Tamajón y Mazaneque, cuya descendencia radicó en Toledo, de quienes descienden los Dávalos de esta ciudad.
- Diego López Dávalos y Fontecha, casado con Leonor de Ayala y Castañeda, hija de Pedro López de Ayala y Guzmán el Tuerto, I señor de Fuensalida, y de su mujer Elvira de Castañeda; también se instalaron en Toledo, dejando extensa descendencia.
- Leonor López Dávalos y Fontecha, señora de Ybros, casada con Men Rodríguez de Biedma, IX señor de Benavides y I señor de Santisteban del Puerto.

Contrajo segundas nupcias con Elvira Vélez de Guevara y Fernández de Ayala, hija de Beltrán de Guevara, señor de Oñate, siendo padres de:
- Beltrán López Dávalos y Guevara.
- Constanza de Guevara.
- Hernando López de Ávalos, señor de Arcos de la Frontera, casado con la dama toledana María Carrillo Palomeque, dejando descendencia.
- Mencía Dávalos, casada con Gabriel Fernández Manrique, conde de Osorno.

Contrajo tercer y último matrimonio con Constanza de Tovar, de la que tuvo tres hijos:
- Íñigo Dávalos (1414-1484), Gran Camarlengo de Nápoles
- Alfonso Dávalos
- Rodrigo López Dávalos y Tovar, casado con otra dama toledana, María Carrillo.

Del tercer matrimonio con Constanza de Tovar nacieron tres hijos: Alfonso, Iñigo y Rodrigo, que llegaron a la península itálica siguiendo al rey Alfonso V de Aragón, conocido como "el Magnánimo", ascendido al trono de Nápoles en 1442, como Alfonso I de Nápoles. Habrían dado origen a la rama italiana de los d'Avalos, que todavía existe en la actualidad.
| Predecesor: Pedro Enríquez de Castilla | Condestable de Castilla 1400 - 1423 | Sucesor: Álvaro de Luna |